# 2020 OB
2020 OB ist ein Asteroid, der zu den Erdnahen Asteroiden (Apollo-Typ) zählt und am 16. Juli 2020 von Mount Lemmon Survey (IAU-Code G96) entdeckt wurde. Der Asteroid wird (Stand: 6. März 2025) auf der NEO Risk List mit einer kumulativen Einschlagswahrscheinlichkeit von 1 zu 53191 in den Jahren 2114 bis 2121 geführt. Der Durchmesser des Asteroids wird auf etwa 50 bis 110 Meter geschätzt. 